# クイーンズ郡 (プリンスエドワードアイランド州)
座標: 北緯46度17分 西経63度15分 / 北緯46.283度 西経63.250度
クイーンズ郡（Queens County）は、カナダのプリンスエドワードアイランド州にある郡。2016年の統計で人口は82,017人、面積は2,020.48平方キロメートル。州都シャーロットタウンはクイーンズ郡の郡庁所在地でもある。クイーンズ郡はプリンスエドワードアイランド州の中央部を占め、比較的平地と丘陵が多い。

## 市
- シャーロットタウン

## 町
- コーンウォール
- ノース・ラスティコ
- ストラトフォード